# مكدامية هيلدبراندي

مكدامية هيلدبراندي (الاسم العلمي:Macadamia hildebrandii) هي نوع نباتي يتبع جنس المكدامية من الفصيلة البروطية.